# Перрайн (місячний кратер)
Кра́тер Перрайн (лат. Perrine) — великий стародавній метеоритний кратер у північній півкулі зворотного боку Місяця. Назву присвоєно на честь американо-аргентинського астронома Чарлза Діллона Перрайна (1867—1951) й затверджено Міжнародним астрономічним союзом у 1970 році. Утворення кратера відбулося у донектарському періоді.

## Опис кратера

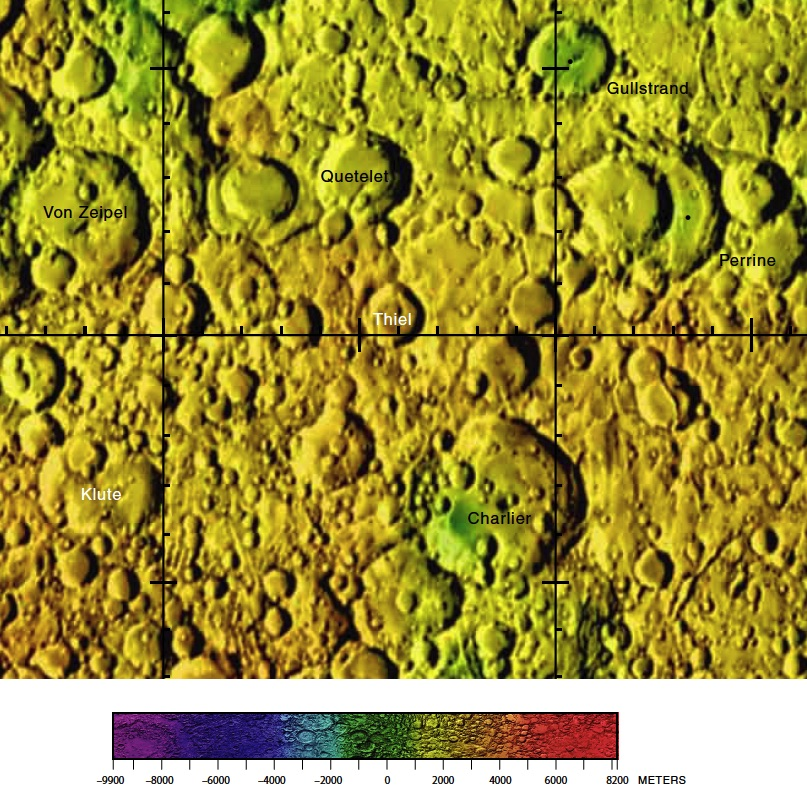
Околиці кратера Перрайн. Фрагмент мапи зворотного боку Місяця.

Найближчими сусідами кратера є кратер Кетле на заході; кратер Гульстранд на півночі північному заході; кратер Вуд на сході північному сході; кратер Ландау на сході; кратер Шарльє на півдні південному сході і кратер Тіль на заході південному заході. Селенографічні координати центра кратера 42°07′ пн. ш. 127°57′ зх. д. / 42.11° пн. ш. 127.95° зх. д., діаметр 87,4 км, глибина 2,8 км.
Кратер Перрайн має полігональну форму й зазнав значних руйнувань, західна частина чаші і валу перекрита сателітним кратером Перрайн S, до якого, у свою чергу, на заході прилягає сателітний кратер Перрайн T. Вал згладжений, у північній і південній своїх частинах практично зрівнявся з навколишньою місцевістю, найкраще збереглась південно-східна частина валу з достатньо чітко окресленою крайкою. Східна частина валу частково перекрита парою сателітних кратерів Перрайн E і G. Внутрішнній схил валу у східній частині зберіг залишки терасоподібної структури. Дно чаші кратера між східною частиною валу і сателітним кратером Перрайн S має форму півмісяця, є відносно рівним та відзначене лише парою маленьких кратерів.

## Сателітні кратери
| Перрайн | Координати                                                  | Діаметр, км |
| ------- | ----------------------------------------------------------- | ----------- |
| E       | 42°34′ пн. ш. 125°15′ зх. д. / 42.56° пн. ш. 125.25° зх. д. | 43,1        |
| G       | 41°42′ пн. ш. 124°55′ зх. д. / 41.7° пн. ш. 124.91° зх. д.  | 57,4        |
| L       | 38°44′ пн. ш. 127°18′ зх. д. / 38.73° пн. ш. 127.3° зх. д.  | 38,6        |
| S       | 41°58′ пн. ш. 128°52′ зх. д. / 41.97° пн. ш. 128.87° зх. д. | 61,6        |
| T       | 41°56′ пн. ш. 130°20′ зх. д. / 41.94° пн. ш. 130.33° зх. д. | 33,7        |

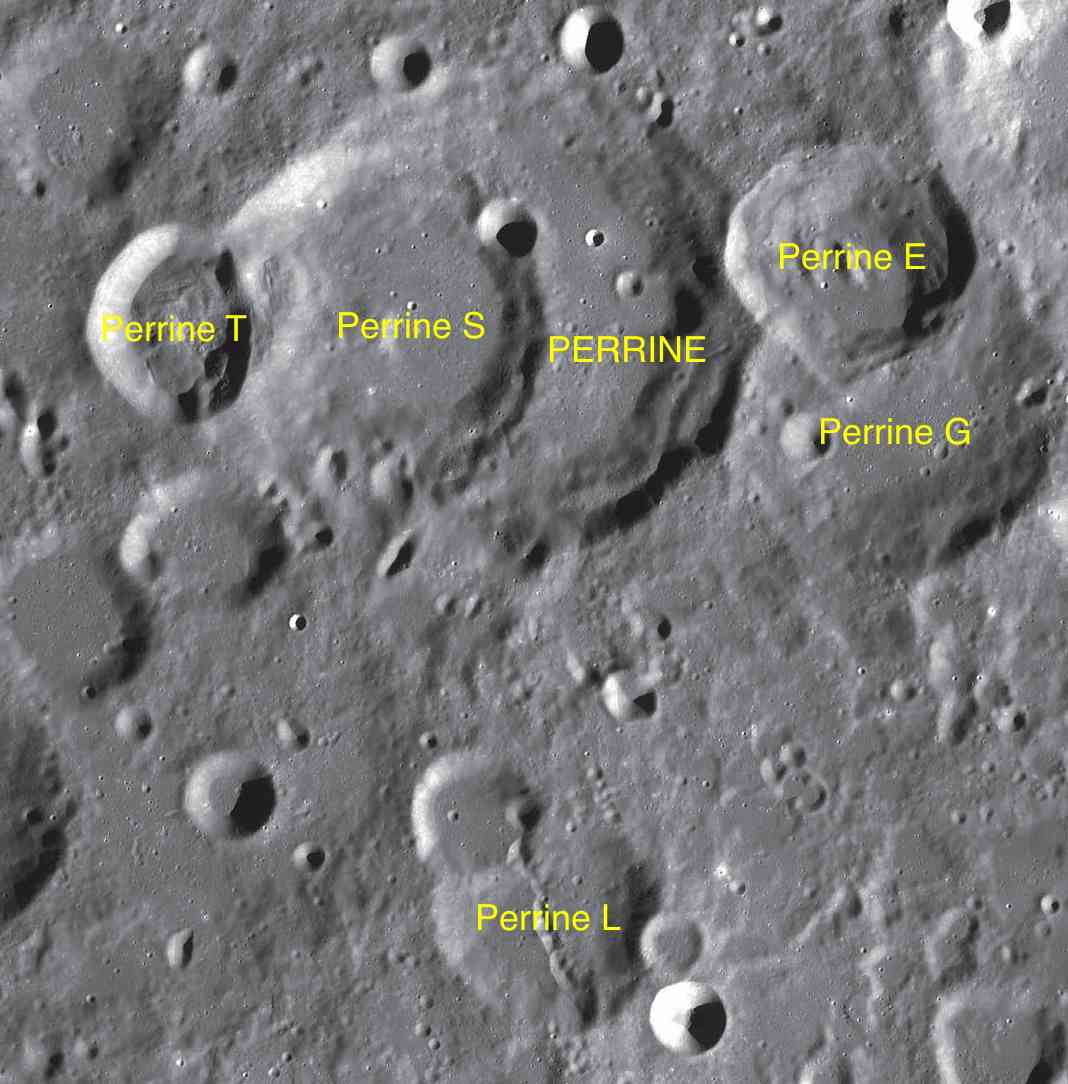
Фрагмент мапи LAC-35.

- Утворення сателітного кратера Перрайн E відбулося у коперниківському періоді[1].
- Утворення сателітних кратерів Перрайн L і S відбулось у нектарському періоді[5].
- Утворення сателітного кратера Перрайн T відбулося у пізньоімбрійському періоді[5].